# هاري ريس
هاري ريس (بالإنجليزية: Harry Reis)‏ هو عالم نفس أمريكي، ولد في 1949.

## وصلات خارجية
- الموقع الرسمي